# Мангайм Тауншип (округ Йорк, Пенсільванія)
Мангайм Тауншип (англ. Manheim Township) — селище (англ. township) в США, в окрузі Йорк штату Пенсільванія. Населення — 3462 особи (2020).

## Демографія
Згідно з переписом 2010 року, у селищі мешкало 3380 осіб у 1242 домогосподарствах у складі 1025 родин. Було 1287 помешкань
Расовий склад населення:
| - 97,8 % — білих - 0,4 % — чорних або афроамериканців - 0,3 % — азіатів - 0,1 % — корінних американців |

До двох чи більше рас належало 1,2 %. Частка іспаномовних становила 0,8 % від усіх жителів.
За віковим діапазоном населення розподілялося таким чином: 20,5 % — особи молодші 18 років, 65,9 % — особи у віці 18—64 років, 13,6 % — особи у віці 65 років та старші. Медіана віку мешканця становила 45,1 року. На 100 осіб жіночої статі у селищі припадало 101,8 чоловіків;  на 100 жінок у віці від 18 років та старших — 100,4 чоловіків також старших 18 років.
Середній дохід на одне домашнє господарство  становив 97 791 долар США (медіана — 82 692), а середній дохід на одну сім'ю — 108 635 доларів (медіана — 93 317). Медіана доходів становила 56 250 доларів для чоловіків та 32 083 долари для жінок. За межею бідності перебувало 1,1 % осіб, у тому числі 0,0 % дітей у віці до 18 років та 1,5 % осіб у віці 65 років та старших.
Цивільне працевлаштоване населення становило 1961 особа. Основні галузі зайнятості: виробництво — 26,2 %, освіта, охорона здоров'я та соціальна допомога — 20,6 %, будівництво — 12,2 %, роздрібна торгівля — 10,6 %.